# Livistona halongensis
Livistona halongensis är en enhjärtbladig växtart som beskrevs av T.H.Nguyên och Ruth Kiew. Livistona halongensis ingår i släktet Livistona och familjen Arecaceae. Inga underarter finns listade i Catalogue of Life.